# Новий Мир (Конотопський район)
Нови́й Мир — село в Україні, у Конотопському районі Сумської області. Населення становить 35 осіб. До 2020 орган місцевого самоврядування — Пісківська сільська рада.

## Географія
Село Новий Мир розташоване на правому березі річки Вижлиця, вище за течією на відстані 3.5 км розташоване село Гатка, нижче за течією на відстані 2 км розташоване село Піски.
Поруч пролягають автомобільний шлях Т 1908, залізниця, за 2 км станція Кошари.

## Історія
- Село постраждало внаслідок геноциду українського народу, проведеного урядом СССР 1932—1933 та 1946–1947 роках, встановлено смерті не менше 9 людей[1].
- 12 червня 2020 року, відповідно до розпорядження Кабінету Міністрів України № 723-р «Про визначення адміністративних центрів та затвердження територій територіальних громад Сумської області», село увійшло до складу Буринської міської громади[2].
- 19 липня 2020 року, в результаті адміністративно-територіальної реформи та ліквідації Буринського району, увійшло до складу новоутвореного Конотопського району[3].

## Населення

### Мова
Розподіл населення за рідною мовою за даними :
| Мова       | Кількість | Відсоток |
| ---------- | --------- | -------- |
| українська | 35        | 100%     |